# Charmauvillers
Charmauvillers est une commune française située dans le département du Doubs, la région culturelle et historique de Franche-Comté et la région administrative Bourgogne-Franche-Comté.

## Géographie

### Climat
Pour des articles plus généraux, voir Climat de la Bourgogne-Franche-Comté et Climat du Doubs.
En 2010, le climat de la commune est de type climat de montagne, selon une étude du Centre national de la recherche scientifique s'appuyant sur une série de données couvrant la période 1971-2000. En 2020, Météo-France publie une typologie des climats de la France métropolitaine dans laquelle la commune est exposée à un climat de montagne ou de marges de montagne et est dans la région climatique  Jura, caractérisée par une forte pluviométrie en toutes saisons (1 000 à 1 500 mm/an), des hivers rigoureux et un ensoleillement médiocre. 
Pour la période 1971-2000, la température annuelle moyenne est de 7,5 °C, avec une amplitude thermique annuelle de 16,7 °C. Le cumul annuel moyen de précipitations est de 1 549 mm, avec 12,7 jours de précipitations en janvier et 12 jours en juillet. Pour la période 1991-2020, la température moyenne annuelle observée sur la station météorologique de Météo-France la plus proche, « Charquemont », sur la commune de Charquemont à 8 km à vol d'oiseau, est de 8,3 °C et le cumul annuel moyen de précipitations est de 1 575,4 mm. 
La température maximale relevée sur cette station est de 37,2 °C, atteinte le 19 août 2012 ; la température minimale est de −31 °C, atteinte le 9 janvier 1985,,. 
Les paramètres climatiques de la commune ont été estimés pour le milieu du siècle (2041-2070) selon différents scénarios d'émission de gaz à effet de serre à partir des nouvelles projections climatiques de référence DRIAS-2020. Ils sont consultables sur un site dédié publié par Météo-France en novembre 2022.

## Urbanisme

### Typologie
Au 1er janvier 2024, Charmauvillers est catégorisée commune rurale à habitat dispersé, selon la nouvelle grille communale de densité à 7 niveaux définie par l'Insee en 2022.
Elle est située hors unité urbaine. Par ailleurs la commune fait partie de l'aire d'attraction de Maîche, dont elle est une commune de la couronne,. Cette aire, qui regroupe 23 communes, est catégorisée dans les aires de moins de 50 000 habitants,.

### Occupation des sols
L'occupation des sols de la commune, telle qu'elle ressort de la base de données européenne d’occupation biophysique des sols Corine Land Cover (CLC), est marquée par l'importance des forêts et milieux semi-naturels (59,7 % en 2018), une proportion identique à celle de 1990 (59,7 %). La répartition détaillée en 2018 est la suivante : 
forêts (59,7 %), prairies (30,2 %), zones agricoles hétérogènes (7,8 %), zones urbanisées (2,4 %). L'évolution de l’occupation des sols de la commune et de ses infrastructures peut être observée sur les différentes représentations cartographiques du territoire : la carte de Cassini (XVIIIe siècle), la carte d'état-major (1820-1866) et les cartes ou photos aériennes de l'IGN pour la période actuelle (1950 à aujourd'hui).

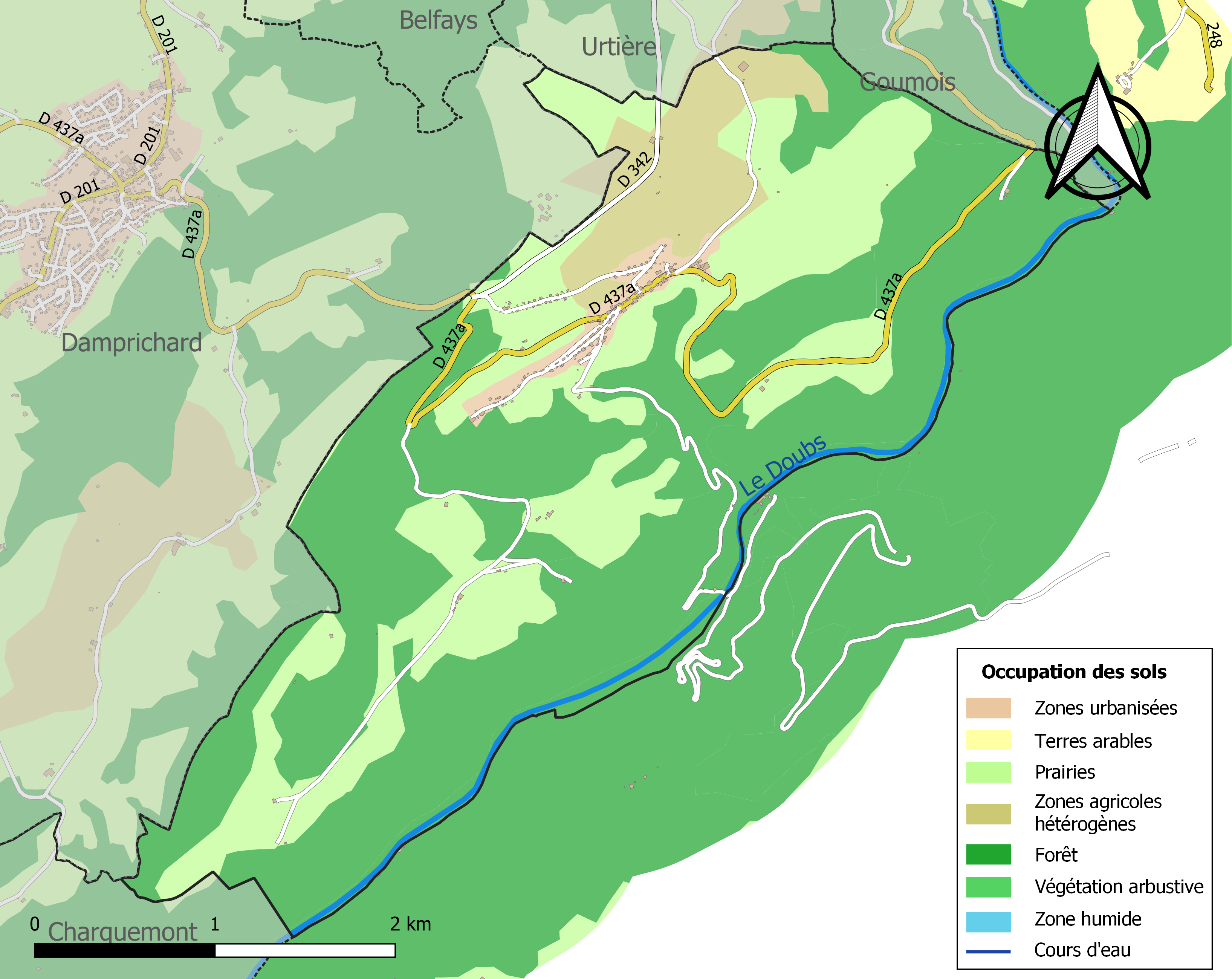
Carte des infrastructures et de l'occupation des sols de la commune en 2018 (CLC).

## Toponymie
Chalmoyvilar en 1177 ; Charmeveler en 1308 ; Charmontvillers en 1750 ; Charmauvillars depuis 1790.
En venant de la route de Damprichard après 5 km, on arrive à Charmauvillers par le col de la Vierge (960 m), ou depuis Goumois (7 km). Depuis le village, on découvre un superbe paysage sur la vallée du Doubs et la chaîne du Chasseral (1 607 m) en direction de la Suisse.
Un petit chemin descend au bord du Doubs, au lieu-dit la Goule, où un petit pont permet de passer en Suisse à Le Noirmont. On peut admirer une belle petite chapelle datant de 1694 au début du Bief d'Etoz, village disparu mais qui était célèbre pour sa verrerie, dès le début du XVIIIe siècle.
Cependant cette verrerie était bâtie plus en amont, sur un terrain loué aux Rondot, meunier au Bief d'Etoz, mais situé sur le hameau des Essarts Cuenot, qui pour un temps éphémère a été commune (de 1793 à 1868)
d'où des noms différents : verrerie du Bief d'Etoz ou verrerie des Essarts Cuenot.

## Histoire
La première date retrouvée à Charmauvillers est inscrite sur une pierre aujourd'hui insérée dans un mur de l'ancien presbytère : 1066.
Quant à la première mention manuscrite, elle est donnée par le pape Alexandre III en l'an 1177 : il confie l'église mère de Fessevillers ainsi que ses quatre chapelles : (Trévillers, Courtefontaine, Indevillers et Charmauvillers) au prieur Pierre du monastère de Lanthenans afin qu'il y perçoive dîmes et oblations.

## Politique et administration
| Période                                  | Période                     | Identité                                        | Étiquette | Qualité |
| ---------------------------------------- | --------------------------- | ----------------------------------------------- | --------- | ------- |
| 1995                                     |                             | Yves Aubry                                      |           |         |
| mars 2001                                | 2008                        | Colette Nappey                                  |           |         |
| mars 2008                                | 2014                        | Jean-Marc Burgat                                |           |         |
| mars 2014                                | En cours (au 1er juin 2020) | Olivier Clémence Réélu pour le mandat 2020-2026 | SE        | Ouvrier |
| Les données manquantes sont à compléter. |                             |                                                 |           |         |

## Démographie
L'évolution du nombre d'habitants est connue à travers les recensements de la population effectués dans la commune depuis 1793. Pour les communes de moins de 10 000 habitants, une enquête de recensement portant sur toute la population est réalisée tous les cinq ans, les populations de référence des années intermédiaires étant quant à elles estimées par interpolation ou extrapolation. Pour la commune, le premier recensement exhaustif entrant dans le cadre du nouveau dispositif a été réalisé en 2005.

En 2022, la commune comptait 283 habitants, en évolution de +13,2 % par rapport à 2016 (Doubs : +1,88 %, France hors Mayotte : +2,11 %).
| 1793 | 1800 | 1806 | 1821 | 1831 | 1836 | 1841 | 1846 | 1851 |
| ---- | ---- | ---- | ---- | ---- | ---- | ---- | ---- | ---- |
| 275  | 203  | 249  | 263  | 295  | 342  | 311  | 333  | 343  |

| 1856 | 1861 | 1866 | 1872 | 1876 | 1881 | 1886 | 1891 | 1896 |
| ---- | ---- | ---- | ---- | ---- | ---- | ---- | ---- | ---- |
| 417  | 422  | 423  | 426  | 451  | 418  | 421  | 408  | 386  |

| 1901 | 1906 | 1911 | 1921 | 1926 | 1931 | 1936 | 1946 | 1954 |
| ---- | ---- | ---- | ---- | ---- | ---- | ---- | ---- | ---- |
| 389  | 407  | 403  | 341  | 333  | 306  | 277  | 295  | 326  |

| 1962 | 1968 | 1975 | 1982 | 1990 | 1999 | 2005 | 2006 | 2010 |
| ---- | ---- | ---- | ---- | ---- | ---- | ---- | ---- | ---- |
| 270  | 277  | 234  | 229  | 189  | 207  | 240  | 239  | 270  |

| 2015 | 2020 | 2022 | - | - | - | - | - | - |
| ---- | ---- | ---- | - | - | - | - | - | - |
| 253  | 278  | 283  | - | - | - | - | - | - |

## Culture locale et patrimoine

### Lieux et monuments
- L'église Saint-Blaise recèle une cloche du XVIIe siècle recensée dans la base Palissy[21].

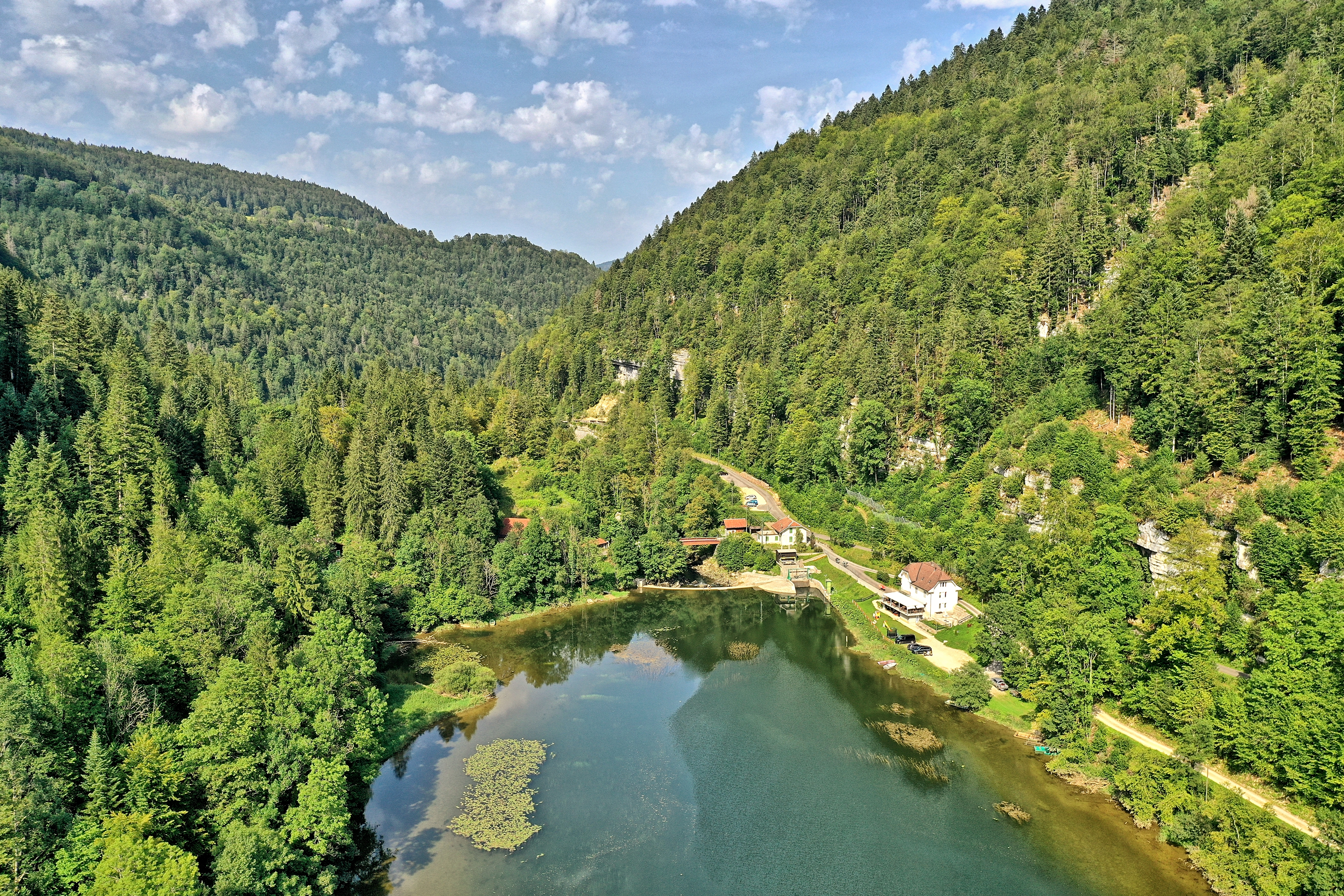
Le site de la Goule.

- La Goule et la légende de « la marmite de pièces d'or » : Du côté français, on accède à La Goule par un petit chemin qui descend depuis Charmauvillers jusque sur la rive du Doubs. Au XIVe siècle, un petit hameau y était situé entre la rivière et la falaise et vivait, probablement, de la paysannerie et profitait de la force motrice du Doubs pour actionner un moulin à grain.

Le 18 octobre 1356, le violent séisme qui détruisit la ville de Bâle, fit écrouler la falaise sur le petit hameau qui disparut sous des quantités énormes de roches. Celles-ci formèrent une sorte de barrage naturel sur la rivière. Une légende veut qu'une marmite pleine de pièces d'or soit restée sous les décombres.
Aujourd'hui, un petit pont permet de passer côté Suisse devant le bâtiment des douanes et de remonter jusqu'à Le Noirmont et Saint-Imier; le barrage de La Goule a été aménagé en 1895 pour produire de l'électricité . Sur la rive du Doubs côté suisse, un petit café-restaurant accueille les touristes ; c'était (ou c'est encore) le lieu de rendez-vous de la jeunesse (suisse et française) venue pour danser.
- Le bief d'Etoz et la chapelle Notre-Dame des Ermites qui recèle aussi une cloche du XVIIe siècle recensée dans la base Palissy[22].
- Le cimetière permet de voir de rares pierres tombales datant du XIe siècle.

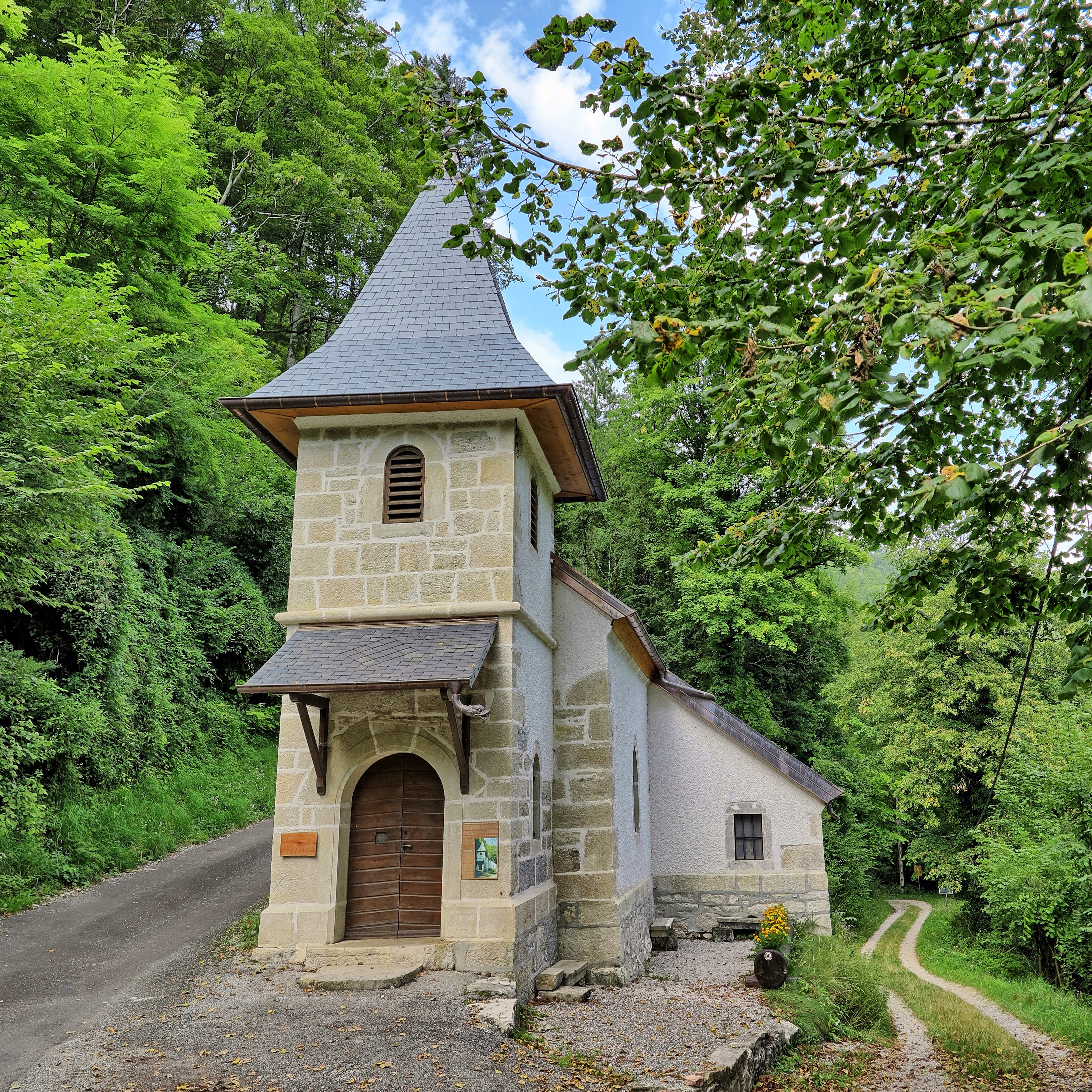
La chapelle Notre-Dame des Ermites au Bief d’Etoz.
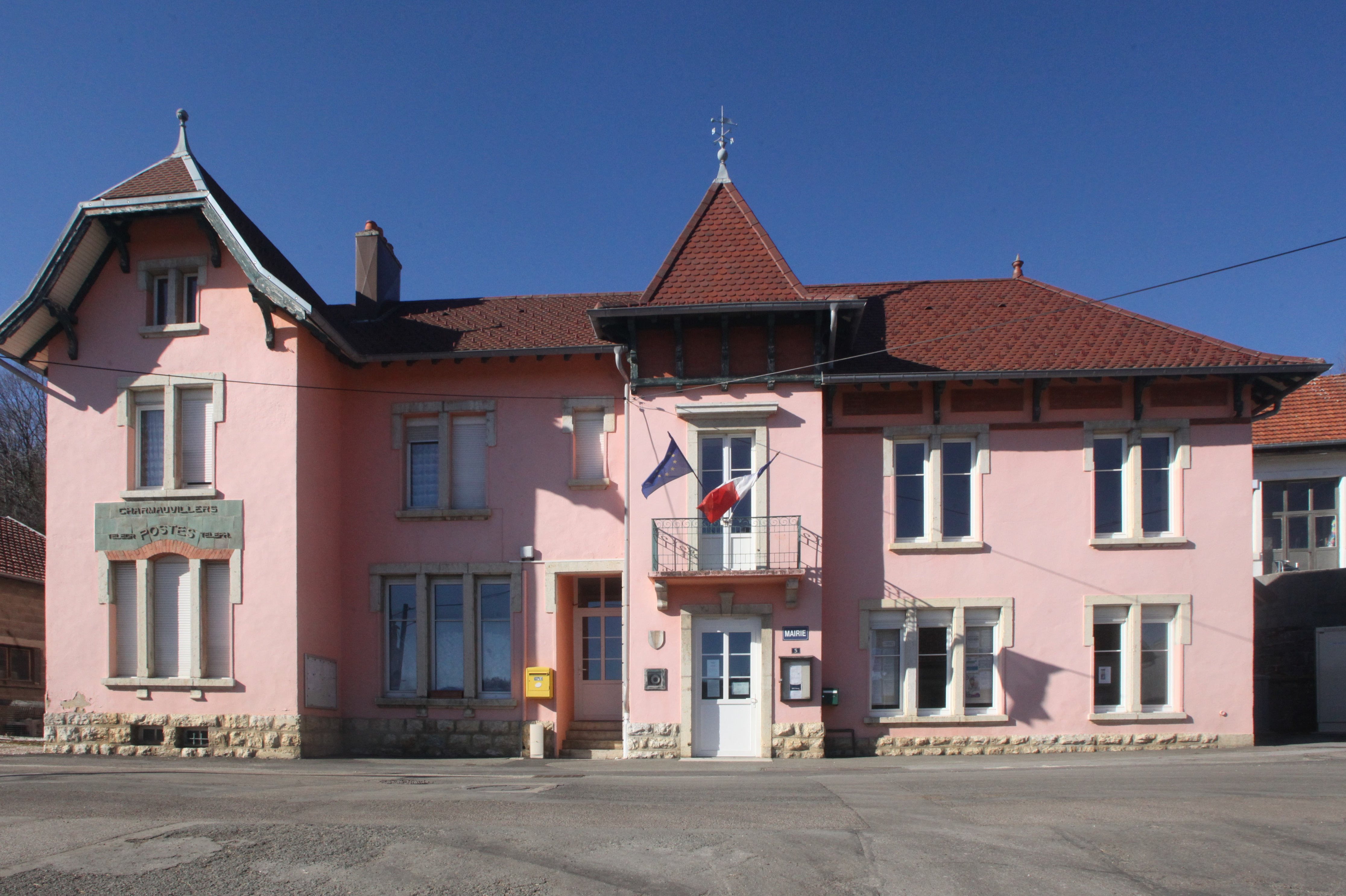
Mairie.
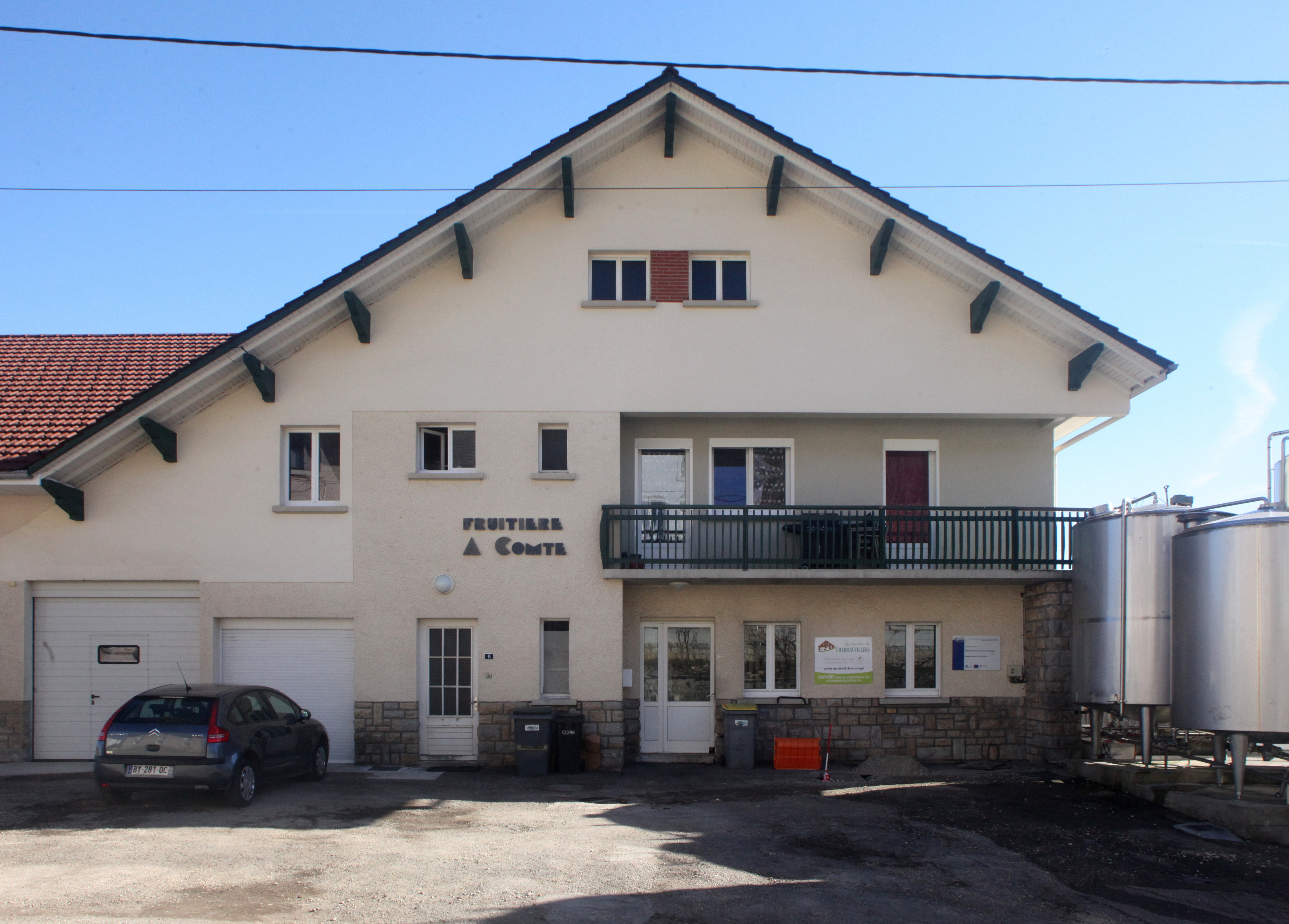
Fruitière.
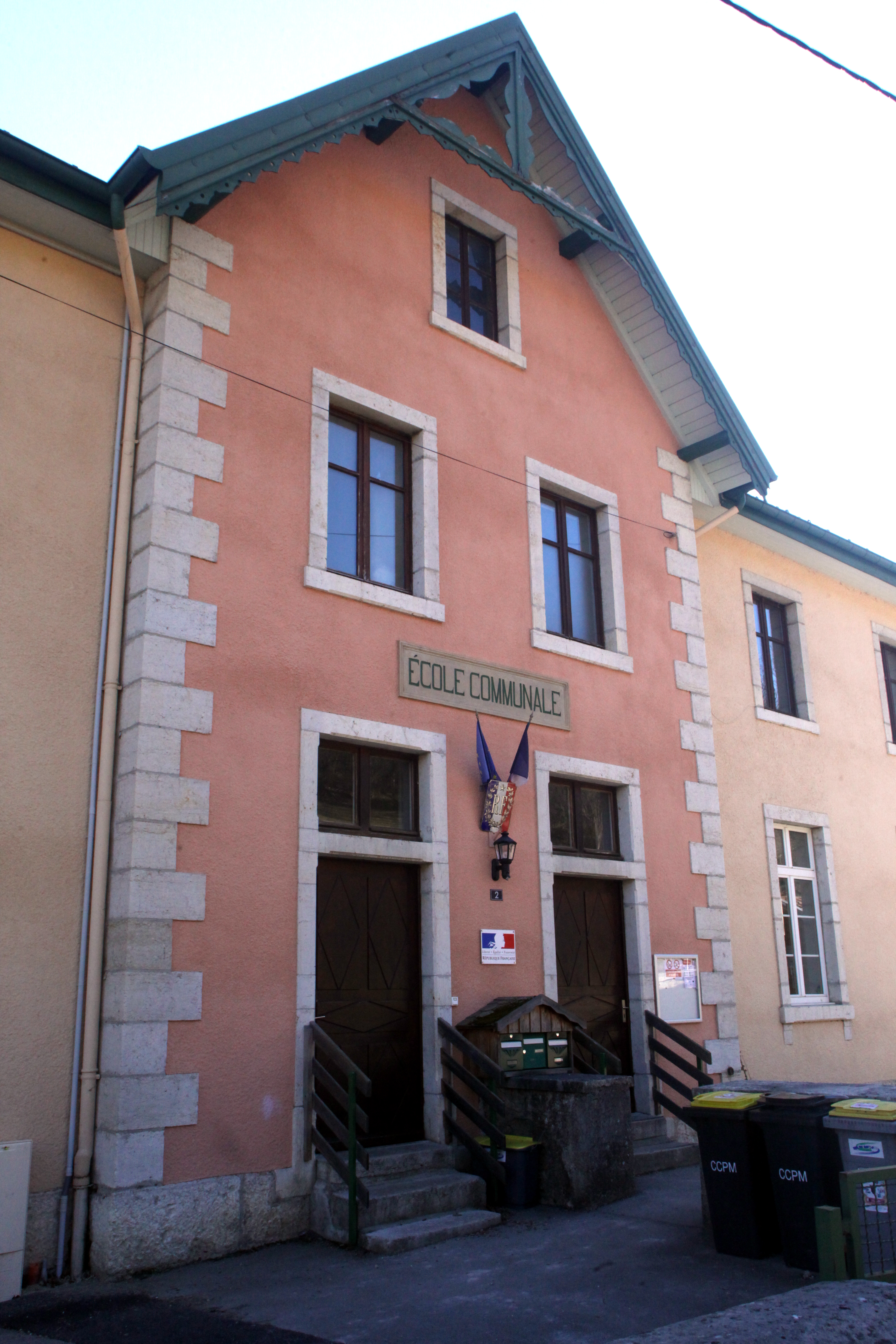
Ecole.
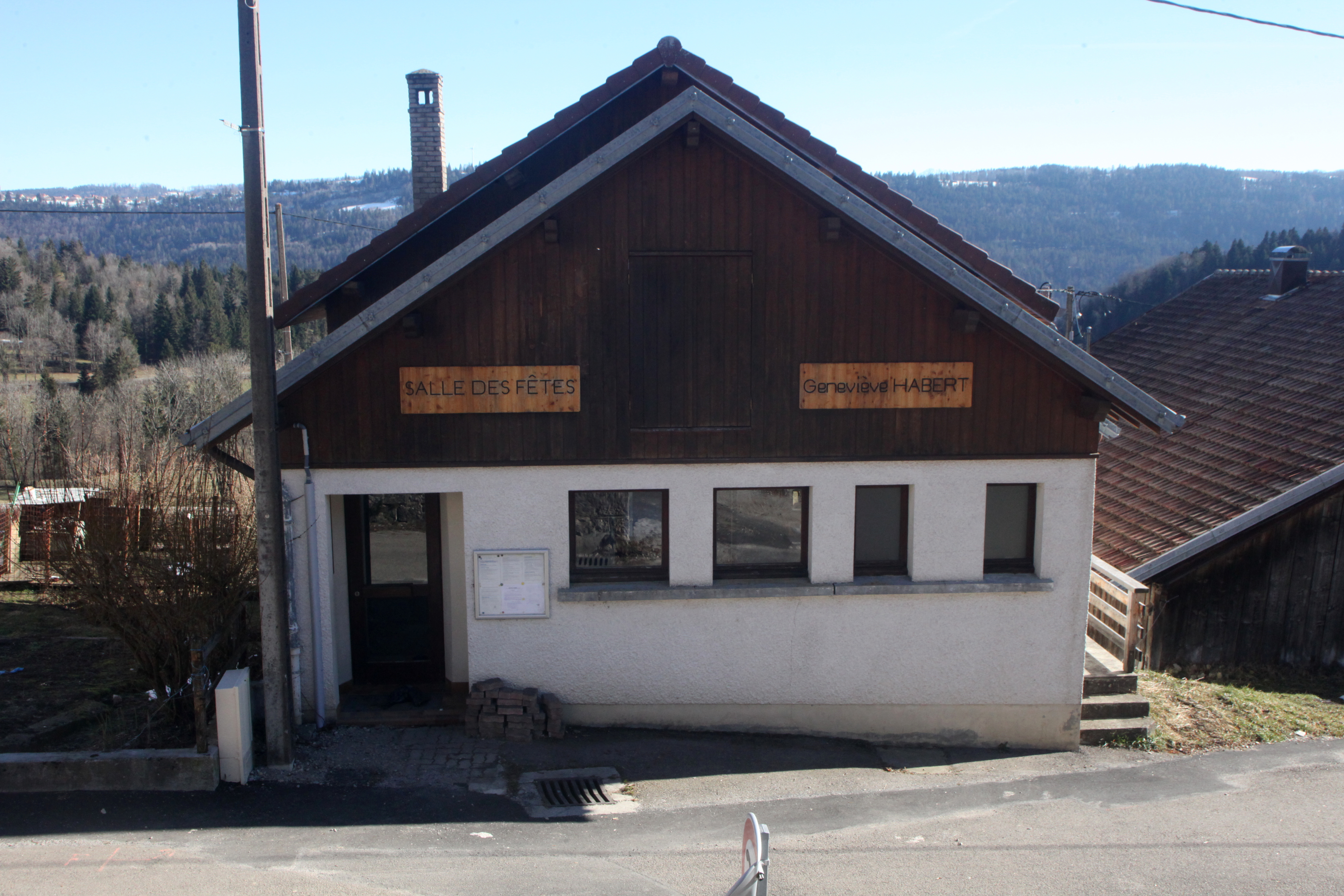
Salle des fêtes.
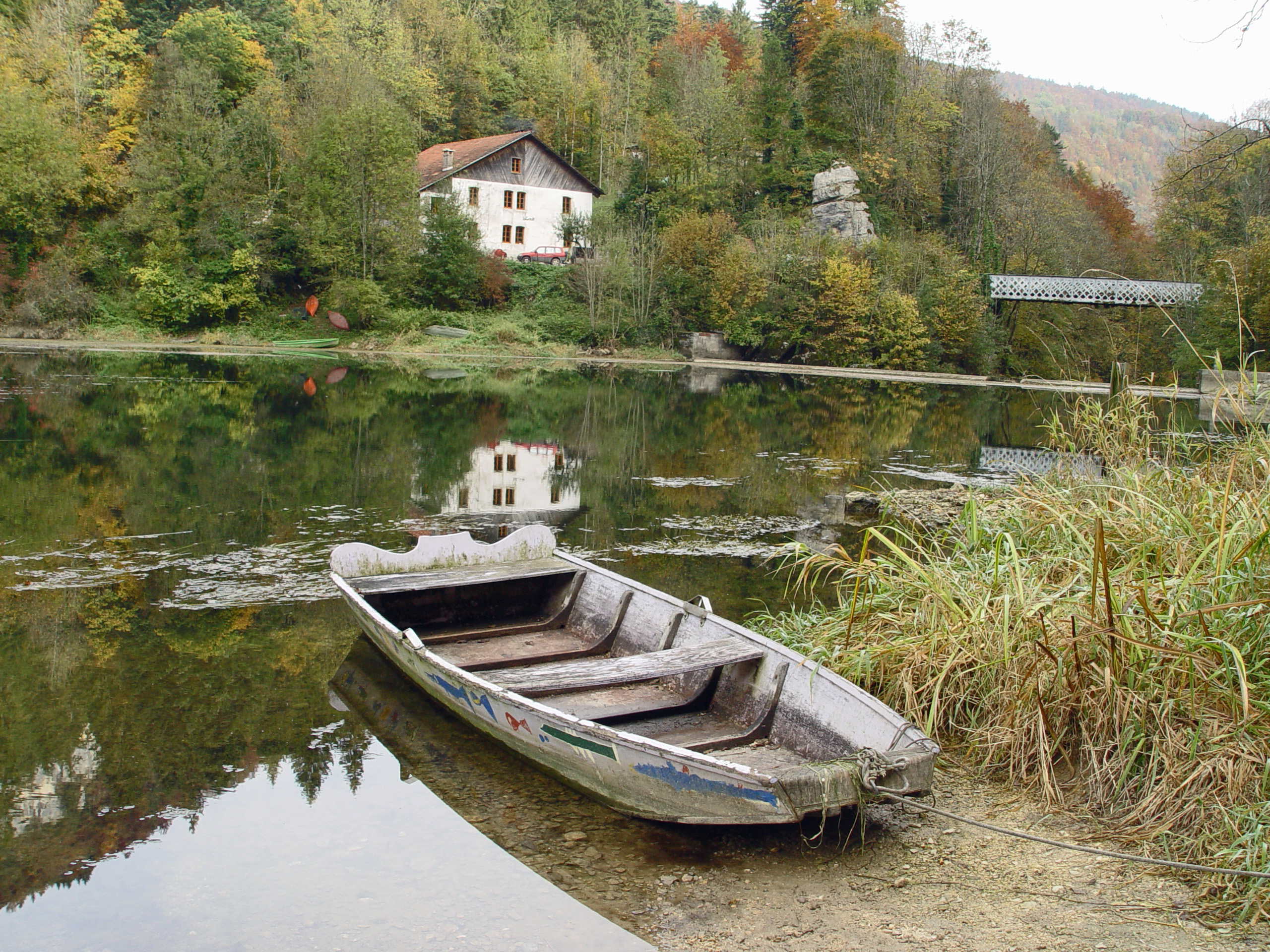
Le Doubs à Charmauvillers.

### Héraldique
| Blason de Charmauvillers | Blason  | D'azur à la fasce d'or maçonnée de sable et chargée d'une divise de sinople, le tout voûté et accompagné en chef d'un soleil non figuré à douze rais d'or accosté de deux clarines munies de leur courroie d'argent, celle de dextre en bande et celle de senestre en barre, et en pointe de deux truites de même courbées et affrontées, la seconde renversée, miraillées de sable. |
| Blason de Charmauvillers | Détails | Création de Nicolas Vernot inaugurée par la municipalité le 28 septembre 2013. |